# Saleniidae
Saleniidae é uma família da classe Echinoidea e a única família sobrevivente da ordem Salenioida. O género tipo da família é Salenia Gray, 1835 uma taxon que agrupa espécies de equinodermes relativamente basais.

## Descrição
Tubérculos não perfurados ou crenelados. Pés ambulacrários bigeminadas a unigeminadas (raramente trigeminadas).

## Sistemática
A família Saleniidae foi descrita pelo naturaslita Louis Agassiz em 1838 e integra actualmente as seguintes subfamílias e géneros:
Subfamílias:
- Hyposaleniinae
- Saleniinae L. Agassiz, 1838

Géneros extantes:
- Género Bathysalenia (Pomel, 1883)
- Género Salenia (Gray, 1835)
- Tribo Salenocidarini (Smith & Wright, 1990)
  - Género Salenocidaris (A. Agassiz, 1869)

Géneros fósseis:
- Tribo Holosaleniini (Smith & Wright, 1990) †
  - Género Holosalenia (Smith & Wright, 1990) †
- Género Leptosalenia (Smith & Wright, 1990) †
- Género Novasalenia (Zitt & Geys, 2003) †
- Género Platysalenia (Smith & Wright, 1990) †
- Género Pleurosalenia (Pomel, 1883) †
- Género Salenidia (Pomel, 1883) †

Com base na informação contida na base de dados taxonómicos Catalogue of Life, a composição da família Saleniidae pode ser representado pelo seguinte cladograma:
| Saleniidae | \| \| Salenia \| \| \| \| \| \| Salenocidaris \| \| \| \| |
|            | \| \| Salenia \| \| \| \| \| \| Salenocidaris \| \| \| \| |
|            | Salenia                                                   |
|            |                                                           |
|            | Salenocidaris                                             |
|            |                                                           |